# Кадастровый инженер
Кадастровый инженер (землемер) — специалист, выполняющий работы в области межевания земель, кадастровых работ, связанных с недвижимостью.
Название профессии происходит от французского слова «сadastre», что означает «опись имущества». Кадастровые инженеры, имеющие действующий квалификационный аттестат государственного образца и состоящие в саморегулируемой организации кадастровых инженеров, занимаются деятельностью, связанной с проведением необходимых замеров и работ по определению статуса, границ и специфики земельных участков и расположенного на них недвижимого имущества. Они занимаются созданием сопутствующих практической деятельности указаний и планов, а также осуществлением оформления всей необходимой базы документов, предоставляемых по текущим случаям в государственные органы.
Как самостоятельная сфера профессиональной деятельности профессия кадастрового инженера в России была создана с 1 марта 2008 года, с вступлением в силу 221-ФЗ "О кадастровой деятельности", когда за кадастровыми инженерами на законодательном уровне было закреплено поле деятельности, вобравшее в себя навыки таких профессий, как геодезист, землеустроитель и юрист. Ранее такие услуги кадастровых инженеров предоставляли землеустроители.

## Требования к претендентам на квалификацию кадастрового инженера
Квалификация кадастрового инженера присваивается претенденту после прохождения двухлетней стажировки в качестве помощника кадастрового инженера и успешной сдачи квалификационного экзамена. Для получения права заниматься профессиональной деятельностью кадастровый инженер кроме того должен быть членом саморегулируемой организации кадастровых инженеров. Обязательными условиями принятия физического лица в члены такой саморегулируемой организации являются:
1. наличие гражданства Российской Федерации;
2. наличие высшего образования по специальности или направлению подготовки, перечень которых утверждается органом нормативно-правового регулирования в сфере кадастровых отношений, или наличие высшего образования по специальности или направлению подготовки, не вошедших в указанный перечень, и дополнительного профессионального образования по программе профессиональной переподготовки в области кадастровых отношений;
3. наличие опыта работы в качестве помощника кадастрового инженера не менее двух лет, в течение которых он под руководством кадастрового инженера принимал участие в подготовке и выполнении кадастровых работ;
4. сдача теоретического экзамена, подтверждающего наличие профессиональных знаний, необходимых для осуществления кадастровой деятельности, включающего в себя более 2000 вопросов;
5. отсутствие наказания в виде дисквалификации за нарушение законодательства о государственном кадастровом учете недвижимого имущества и кадастровой деятельности, предусмотренное Кодексом Российской Федерации об административных правонарушениях, в соответствии с вступившим в законную силу решением суда;
6. отсутствие непогашенной или неснятой судимости за совершение умышленного преступления;
7. наличие действующего договора обязательного страхования гражданской ответственности кадастрового инженера.

Проведение экзамена в целях подтверждения наличия у претендента профессиональных знаний, необходимых для осуществления кадастровой деятельности, организуется национальным объединением саморегулируемых организаций кадастровых инженеров. Экзамен проводится в форме тестирования с применением автоматизированной информационной системы, проектирование и внедрение которой осуществляются национальным объединением. Экзамен принимается комиссией, формируемой национальным объединением. Порядок проведения экзамена, формирования и работы комиссии, в том числе порядок обжалования результатов экзамена, устанавливается национальным объединением по согласованию с органом нормативно-правового регулирования в сфере кадастровых отношений. Вопросы тестовых заданий разрабатываются и утверждаются национальным объединением в соответствии с программой экзамена, утвержденной органом нормативно-правового регулирования в сфере кадастровых отношений, и размещаются на официальном сайте национального объединения в информационно-телекоммуникационной сети Интернет в срок не позднее чем три рабочих дня с даты их утверждения. За прием экзамена с претендента взимается плата, размер и порядок взимания которой устанавливаются национальным объединением.
В соответствии с изменениями, установленными Федеральным законом от 30.12.2015 № 452-ФЗ «О внесении изменений в Федеральный закон «О государственном кадастре недвижимости» с 01.07.2016 квалификационный аттестат кадастрового инженера не выдается. Поэтому после успешной сдачи квалификационного экзамена для получения статуса кадастрового инженера необходимо вступить в саморегулируемую организацию кадастровых инженеров. 

## Особенности профессии
Работа кадастрового инженера связана, прежде всего, с межеванием земель, то есть с определением координат границ земельной собственности, выполнением межевых планов и подготовкой всех необходимых документов для постановки собственности на государственный кадастровый учет. В отличие от землеустроителей, которые до 2011 года выполняли работы, связанные с кадастровой деятельностью, кадастровый инженер несет персональную ответственность за ошибки в измерениях и документах.
С необходимостью определения границ сталкивались все владельцы частных домов и дач при оформлении документов на свои земельные участки, которые нужны для осуществления государственного контроля над землей и недвижимостью, а также очень полезны при решении конфликтных ситуаций между соседями, при купле-продаже, оформлении наследства и подтверждении права вести постройку дома на определенном месте. Услуги кадастрового инженера необходимы также при разделении или объединении участков собственности.
Работа кадастрового инженера заключается в том, что сначала он убеждается в наличии всех необходимых документов у владельцев, а затем проводит тщательное техническое обследование участка собственности. После того как все необходимые измерения были проведены и согласованы с соседями владельца, кадастровый инженер устанавливает межевые знаки, чертит все необходимые планы и готовит полный пакет документов для подачи в органы государственного учета. Помимо этого, кадастровый инженер может заниматься консультированием клиентов по вопросам землеустройства и решать все возникающие конфликтные ситуации между ними.
При накоплении персональных ошибок кадастровый инженер может быть лишен квалификационного аттестата и таким образом потеряет право вести профессиональную деятельность.
У каждого кадастрового инженера имеется собственная печать и бланки, где указываются адрес места его работы и номер квалификационного аттестата.

## Рабочее место
Кадастровый инженер может вести свою деятельность как индивидуальный предприниматель или как сотрудник юридического лица, предоставляющего юридические услуги или занимающихся продажей земельных участков, домов, квартир, а также их строительством. Кадастровый инженер должен быть всегда готов к командировкам, потому что часть его работы осуществляется на местах земельной собственности и объектов недвижимости.

## Знания и навыки
Кадастровый инженер должен знать земельное, гражданское, жилищное, градостроительное, водное и лесное законодательства, владеть навыками работы с геодезическими приборами, использующимися для осуществления геодезических измерений, владеть соответствующим программным обеспечением для изготовления картографических материалов и технических планов объекта. Наиболее широко используемыми являются программные среды AutoCAD и MapInfo.

## Ответственность кадастрового инженера
За качество исполняемых работ кадастровый инженер несет имущественную ответственность, а также отвечает своей профессиональной репутацией. Федеральным законом от 13.07.2015 № 228-ФЗ «О внесении изменений в отдельные законодательные акты Российской Федерации» введена также уголовная ответственность кадастрового инженера.
Так, по статье 170.2 Уголовного кодекса Российской Федерации уголовная ответственность наступает за внесение кадастровым инженером заведомо ложных сведений в межевой план, технический план, акт обследования, проект межевания земельного участка или земельных участков либо карту-план территории или подлог документов, на основании которых были подготовлены межевой план, технический план, акт обследования, проект межевания земельного участка или земельных участков либо карта-план территории.
При этом необходимо доказать причинение этими деяниями крупного ущерба гражданам, организациям или государству.
Минимальное наказание по указанной статье — штраф от ста до трехсот тысяч рублей, либо лишение права занимать определенные должности или заниматься определенной деятельностью на срок до трех лет, либо обязательными работами на срок до трехсот шестидесяти часов.
При причинении особо крупного ущерба виновное лицо может быть наказано штрафом до пятисот тысяч рублей или в размере заработной платы или иного дохода осужденного за период от одного года до трех лет либо исправительными работами на срок до одного года с лишением права заниматься определенной деятельностью до трех лет.
Федеральный закон направлен на совершенствование механизма ответственности за нарушение установленных правил о государственной регистрации сделок с недвижимым имуществом.